# Флаг Индии
Флаг И́ндии (хинди भारत के राष्ट्रीय ध्वज, англ. Flag of India) — один из государственных символов (наряду с эмблемой и гимном) Республики Индия. Он был утверждён в своей современной форме на заседании конституционной ассамблеи 22 июля 1947 года, за 24 дня до провозглашения Индией независимости от Великобритании (15 августа 1947 года). Он использовался в качестве государственного флага Индийского союза с 15 августа 1947 года, а с 26 января 1950 года и по настоящее время — Республикой Индия. В Индии термин «триколор» (Tirangā — хинди तिरंगा) относится практически исключительно к государственному флагу этой страны.

## История и значение
Основой для флага, принятого в 1947 году, послужил флаг Индийского национального конгресса, созданный Пингали Венкайей и впервые представленный на сессии Всеиндийского комитета этой организации, состоявшейся в 1921 году в Безваде.
Флаг, предложенный Пингали Венкайей, был двуцветным — оранжевая полоса символизировала индуизм, а зелёная — ислам, две основные религии Индии. По инициативе М. Ганди была добавлена белая полоса в центре, символизирующая прочие религии Индии. На флаг также было нанесено изображение прялки, затем убранное.
Государственный флаг Индии представляет собой прямоугольное полотнище из трёх горизонтальных полос равной ширины: верхней — «глубокого шафранного», средней — белого и нижней — зелёного цвета. В центре флага расположено изображение колеса с 24 спицами, тёмно-синего цвета. Оранжевый цвет флага указывает на духовность, белый — на миролюбие, зелёный — на плодородие, а круг — религиозный символ. Это изображение известно как Ашока Чакра (Дхармачакра) и скопировано было с «Львиной капители» в Сарнатхе; именно оно заменило собой первоначальное изображение прялки. Диаметр колеса составляет 3/4 ширины белой полосы флага. Отношение ширины флага к его длине 2:3. Флаг используется также в качестве военного флага Индийской армии.
Официальная спецификация флага Индии содержит требование о том, что он может изготовляться только из «хади» — особого вида домотканой материи, сделавшейся популярной в индийском обществе благодаря Махатме Ганди. Использование флага регулируется Индийским флажным кодексом.

## Цвета флага
Ниже приводятся примерные цвета флага Индии, используемые в разных моделях цветопередачи.
| Модель цветопередачи | HTML    | CMYK         | Текстиль    | Pantone |
| -------------------- | ------- | ------------ | ----------- | ------- |
| Шафран               | #FF9933 | 0-40-80-0    | Saffron     | 362c    |
| Белый                | #FFFFFF | 0-0-0-0      | Cool Grey   | 1c      |
| Зелёный              | #138808 | 86-0-94-47   | India green | 1495c   |
| Тёмно-синий          | #000080 | 100-100-0-50 | Navy blue   | 2755c   |

## Похожие флаги
- Флаг Нигера
- Флаг Индийского Союза (1947—1950)
- Флаг Майами (Флорида, США)
- Флаг Индийского легиона Ваффен-СС нацистской Германии (1942—1945)
- Флаг Партии свараджа (1931—1947), флаг Азад Хинд (1943-1945)